# 謝瞻
謝瞻（387年—421年），字宣遠，一名檐，字通遠，陳郡陽夏人。東晉末年及南朝宋時期官員，南朝宋衞將軍謝晦次兄。父親是司馬道子的驃騎長史謝重。謝瞻在宋官至豫章太守。

## 生平
謝瞻初任桓偉的安西參軍，後桓玄建楚國，謝瞻轉秘書郎。謝瞻自小由叔母劉氏撫養，時劉氏弟劉柳出任吳郡太守，帶著劉氏一起就任，謝瞻無法反對劉氏的要求，唯有辭職跟著到吳郡，當上劉柳的建威長史。劉裕起兵擊敗桓玄，恢復東晉政權後，謝瞻先後擔任劉裕鎮軍參軍、琅琊王司馬德文的大司馬參軍和主簿，以及安成相。後內任中書侍郎，並在劉裕建宋國時任宋國中書、黃中侍郎，更轉相國從事中郎。
時謝晦是宋臺右衞將軍，很得劉裕重用，權力亦大，故他自彭城還京迎接家屬時家門外塞滿了來見謝晦的人，謝瞻見此情形十分震驚，遂對謝晦說：「你名氣和官位都未夠，而人們的意向卻已經這樣明顯了。我們家族以清白謙退為務，不喜歡干預時事，交往的都只是親朋好友，而你現在的權勢卻要這樣大，怎會是家門的福氣？」於是用籬笆隔開門庭不看那些人，說：「我不忍心見到這樣。」後謝瞻回彭城，就對劉裕說：「臣本來只是貧寒的文人，父祖兩人官位都沒有過二千石。而我弟弟謝晦才三十歲，才能平庸但在宋臺府中最為顯達，亦很受重用，我想福氣過去而災劫來臨的日子理應不遠了。故我特別諘求貶黜，以保存我衰敗的家門。」謝瞻屢次陳情下劉裕遂讓其轉任吳郡太守，而謝瞻再度自陳下又轉豫章太守。謝晦有時會將朝廷機密之事告訴謝瞻，但謝瞻卻將之當笑話一樣隨便和親朋好友說，讓謝晦再也不敢向其透露了。而當劉裕篡晉建宋，作為開國元勳的謝晦官位和權責都愈來愈高，謝瞻就更加憂心。
永初二年（421年），謝瞻患病，但他放棄治療，以壽命不長為幸。謝晦當時也有去探望他，但謝瞻就說：「你是國家重臣，又掌握軍權，這樣遠行肯定會被人猜疑誹謗呀。」當時果然有人宣稱謝晦要謀反。謝瞻的病情愈見嚴重，被送還建康，宋武帝劉裕見謝晦統領禁軍無法在其他地方留宿，於是特別將領軍將軍府東門的羊賁舊宅賜給謝瞻，方便謝晦探望，但謝瞻卻不肯住。謝瞻臨終時寫信給謝晦，說：「我得以善終，下葬在山下，沒有遺憾了。弟弟你要為了國家及家門，自己好好努力呀。」享年三十五歲。

## 性格特徵
- 謝瞻六歲就能寫文章，作了《紫石英贊》及《果然詩》，令當時士人都驚歎不已。長大後謝瞻的文辭亦很優美，與族叔謝混及族弟謝靈運齊名，一次，謝瞻作了《喜霽詩》，由謝靈運寫出並由謝混詠吟，在席的王弘就以其三人為「三絕」。當時謝靈運喜歡評價人物，謝混感到不滿而想制止他，於是請了謝瞻幫忙。謝瞻在與靈運同車時靈運又再次評價人物了，謝瞻就說：「秘書早死，談論他的人對其評價也各有不同。」謝靈運父親謝瑍並不聰明，官至秘書郎，而靈運聽罷後就沉默不言，亦少再評價人物了。司空圖的《詩品》亦有提及謝瞻[6]
- 謝瞻力主謙退自保，一直反對弟弟謝晦如此熱衷於國家軍政事務，亦一直為此而憂心不安。一次，謝靈運問謝晦有關潘岳、陸機與賈充之間的優劣，謝晦說：「潘安仁奉承權貴，陸士衡好勝之心不止，都不能夠保存性命、自求多福；賈公閭有開創國家之功勳，與他們不是同一水平。」靈運答：「潘、陸二人的才學冠絕當時，賈充和他們比自然差遠了。」謝瞻卻板起面說：「若果身處尊貴地位而能放下權力，那就是非就無從出現，危機亦不會來到，這才是君子明哲保身之法。」正這樣駁斥將勢將為開國功臣的謝晦[7]

## 延伸阅读
[在维基数据编辑]
 在维基文库阅读此作者作品
 《宋書·卷56》，出自沈约《宋书》